# Борисов В'ячеслав Іванович
В'ячеслав Іванович Борисов (нар. 7 лютого 1943 р., м. Волжськ, Марій Ел, РФ) — радянський та український правознавець, доктор юридичних наук (1993), професор (1995), академік Національної академії правових наук України (2004), заслужений юрист України (1998), лауреат Державної премії України в галузі науки і техніки (2006).

## Життєпис
У 1970 р. закінчив Харківський юридичний інститут (нині — Національний юридичний університет імені Ярослава Мудрого). У 1970—1973 рр. навчався в аспірантурі цього ж закладу. З 1973 р. працював у Харківському юридичному інституті, де пройшов шлях від асистента до професора кафедри кримінального права (1973—1995). У 1983—1985 рр. викладав кримінальне право та кримінологію в Аденському університеті (НДРЙ, Ємен).
З 1995 р. працював в Академії правових наук України (нині — Національна академія правових наук України), спочатку — начальник Управління планування і координації правових досліджень, з вересня 1995 р. по травень 2005 р. — директор Інституту вивчення проблем злочинності. У 2005—2008 рр. — професор кафедри кримінального права № 1 Національного юридичного університету імені Ярослава Мудрого. У 2008—2019 рр. — директор Науково-дослідного інституту вивчення проблем злочинності імені академіка В. В. Сташиса НАПрН України, з 2019 р. — радник при дирекції цього інституту. Одночасно — професор кафедри кримінального права Національного юридичного університету імені Ярослава Мудрого.
У 1974 р. захистив кандидатську дисертацію на тему «Кримінальна відповідальність за порушення правил при проведенні будівельних робіт» (спеціальність 12.00.08), у 1993 р. — докторську дисертацію на тему «Основні проблеми охорони безпеки виробництва в кримінальному законодавстві України» (спеціальність 12.00.08). У 1996 р. обраний членом-кореспондентом, у 2004 р. — дійсним членом (академіком) НАПрН України.
Основні напрями наукової діяльності: теорія кримінального закону, потерпілий від злочину, необережна форма вини, кримінальний проступок, кримінальна відповідальність за злочини проти особи, безпеки виробництва, правосуддя.
Голова наукової ради журналу «Вісник Національної академії правових наук України», член редакційної ради журналу «Право України», редакційних колегій «Велика українська юридична енциклопедія», «Питання боротьби зі злочинністю», «Вісник Асоціації кримінального права». Член спеціалізованої вченої ради Д 64.086.04 Національного юридичного університету імені Ярослава Мудрого.
Дійсний член Академії інженерних наук України (1993), член Європейського об'єднання кримінологів (2001), президії та заступник голови Всеукраїнської асоціації кримінального права (2011—2021), Національної групи від України Міжнародної асоціації кримінального права (з 2014 р.). Почесний директор НДІ вивчення проблем злочинності імені академіка В. В. Сташиса НАПрН України (з 2019 р.), Почесний доктор Інституту інформації, безпеки і права НАПрН України (2023). Член Науково-консультативної ради при Верховному Суді.
Володимир Іванович Борисов є талановитим педагогом і вчителем, у лекціях та практичних заняттях якого поєднуються глибокий аналіз кримінального законодавства та практики його застосування з доступною й чіткою формою викладення навчального матеріалу. Особливе місце у його педагогічній діяльності займає організація науково-дослідної роботи студентів. Протягом багатьох років він очолює студентські наукові гуртки, учасники яких активно беруть участь у наукових конференціях та конкурсах, здобуваючи дипломи переможців. Серед його вихованців – відомі юристи-правознавці, судді, прокурори, народні депутати України.

## Наукові праці
Автор понад 550 наукових та навчально-методичних праць, зокрема:
- «Уголовная ответственность за нарушение правил при производстве строительных работ» (1977)[3],
- «Ответственность за нарушение правил техники безопасности на производстве» (1984),
- «Уголовное право НДРЙ» (у співавт., 1984),
- «Преступления против жизни и здоровья: вопросы квалификации» (у співавт., 1995),
- «Боротьба зі злочинністю у сфері підприємницької діяльності» (у співавт., 2001),
- Ответственность за нарушение правил техники безопасности на производстве. К., 1984;
- Квалификация преступных нарушений правил безопасности социалистического производства. К., 1988;
- Кримінальна відповідальність за порушення правил охорони праці. К., 1991;
- Кримінальне право України. Загальна частина: Підруч. Х., 1997; 1998; К.; Х., 2001 (співавтор);
- Уголовная ответственность за нарушение правил, норм и стандартов, обеспечивающих безопасность дорожного движения. Х., 2001 (співавтор).
- «Кримінальне право України: Загальна частина» (у співавт., 1997—2020),
- «Кримінальне право України: Особлива частина» (у співавт., 2001—2020),
- «Кримінальний кодекс України: Науково-практичний коментар» (у співавт., 2003—2013),
- «Вибрані твори» (2018, 2023),
- «Актуальні проблеми формування сучасної доктрини кримінального права України» (у співавт., 2021),
- «Правнича наука та законодавство України: європейський вектор розвитку в умовах воєнного стану» (у співавт., 2023)[2].

## Нагороди
- Ордени «За заслуги» III (2003) та II (2013) ступенів
- Медаль «Ветеран праці» (1992)
- Медаль «20 років незалежності України» (2012)
- Медаль «Народна шана українським науковцям 1918—2018» (2019)
- Медаль «Верховний Суд України — 90 років» (2013)
- Золота медаль НАПрН України імені В. Я. Тація (2023)
- Почесний знак Національного юридичного університету імені Ярослава Мудрого III (2018) та II (2023) ступенів.
- Відзначений Подякою Генерального прокурора України (2012)
- Почесна грамота Верховного Суду України (2015)
- Почесна грамота Верховної Ради України (2018)
- Подяка Верховного Суду (2020).
- Лауреат Премії імені Ярослава Мудрого (2001, 2002, 2011),
- Премії Спілки юристів України в номінації «Юрист-науковий співробітник» (2003)
- «Відмінник освіти України» (2003)
- Заслужений професор Національного юридичного університету імені Ярослава Мудрого (2023).